# Web-платформа
Web-платформа, также Веб-платформа и Сетевая платформа — набор технологий, разработанных Консорциумом World Wide Web  и другими организациями по стандартизации, такими как WHATWG, Консорциум Unicode, Инженерный совет Интернета и Ecma International в рамках концепции открытых стандартов  . Это общий термин, введенный Консорциумом World Wide Web (W3C). В 2011 году генеральный директор W3C Джефф Джаффе определил его как «платформу для инноваций, консолидации и экономической эффективности». Организация на принципе т.н. «вечнозеленой сети» позволяет добавления новых возможностей при одновременном снижении рисков безопасности и конфиденциальности. Кроме того, разработчики могут создавать совместимый контент на единой платформе
Веб-платформа включает в себя компьютерные языки и API-интерфейсы, которые изначально были созданы для публикации веб-страниц. Сюда входят стандарты HTML, CSS, SVG, MathML  WAI-ARIA, ECMAScript, WebGL, Web Storage, IndexedDB,   WebAssembly, WebGPU,  WebSocket, API геолокации , DOM Events, Media Fragments, XMLHttpRequest, Cross-Origin Resource Sharing, File API, RDFa, WOFF, HTTP, TLS 1.2 и IRI .